# ジャニーズ事務所外部専門家による再発防止特別チーム
ジャニーズ事務所外部専門家による再発防止特別チーム（ジャニーズじむしょがいぶせんもんかによるさいはつぼうしとくべつチーム）は、ジャニーズ事務所によって設置された組織。行った報告の提言からジャニー喜多川による性加害の認定や、ジャニーズ事務所の社長であった藤島ジュリー景子の辞任などにまでなる。

## 概要
2023年5月に藤島ジュリー景子によって公開された動画では、ジャニー喜多川による性加害問題について問題が無かったとは思っていないとコメントする内容であったが、ジャニー喜多川に確認をすることができないために事実を認定しないということに理解を求めるというものであった。そして第三者委員会は設置しないで別の方法を考えるとしていた。この時期にファンの有志らが5月11日に会見を行い、第三者委員会を設置して検証や調査を行うということを求る。
2023年5月26日にジャニーズ事務所によって特別チームが結成されるということが発表された。この組織は、検事総長経験者、精神科医、性被害の支援を行う臨床心理研究者から構成されており、いずれもがジャニーズ事務所とは関係を一切有していないということであった。この組織の目的というのは、ジャニーズ事務所から独立した第三者として、ジャニー喜多川からの性被害を申告している人々に対して寄り添い、ジャニーズ事務所の問題点を調査し、再発防止策を提言するということであった。
2023年5月29日に第1回の会合が行われヒアリングを行う対象の選定などが行われ、独自の調査を行う方針が示される。6月12日に特別チームが東京都内で記者会見をする。この記者会見にはメンバーの弁護士と精神科医が出席し、今後の調査方針についてを説明する。これはジャニー喜多川による性加害があったということを前提として、被害を申告している人や職員への独自の調査を行い、この検証結果を踏まえて再発防止策を事務所に提言するとのことであった。この時点でのジャニーズ事務所の社長であった藤島ジュリー景子はジャニー喜多川による性加害を認めていなかったものの、調査を行うメンバーは申告者がいる以上は性加害があったということを前提として調査を行っていくということを強調する。
6月12日に行われた記者会見に対して八田進二はいくつかの問題点を指摘する。この記者会見によると、メンバーは藤島ジュリー景子は全く話をしていなかったとのことであるが、このことからは調査のあり方をめぐり事務所と十分な意見交換や合意形成が行われていなかったと伺えると指摘した。それと第三者委員会はその成り立ちや目的や委嘱事項などを詳細に明らかにする必要があるものの、記者会見では委嘱事項や独立性や報告時期などは一切明らかにされていなかったとのことであった。6月20日に松尾潔は、6月12日に行われた記者会見について、メディアの風向きが変わっていると評価していた。
この問題については多くのマスコミには報道されていなかったものの、記者会見のことがNHKのクローズアップ現代で報道されたのを皮切りに、数多くのニュース番組でも報道されるようになる。
7月18日には特別チームは、現役タレントや退所者からの情報提供を目的とする専用窓口を設置したということを明らかとする。設置した目的は、ジャニーズ事務所を経由しないで再発防止に向けた考えや思いを被害者の立場から率直に聞くということであった。
8月29日に特別チームによる会見が開かれる。これによるとジャニー喜多川による性加害はあったということが認定された。藤島ジュリー景子も性加害があったという事実を知っていたということが認定された。それと同時にメディアの責任についても指摘された。特別チームの座長は、組織としてジャニー喜多川の性加害の事実を認め、真摯に謝罪することが不可欠であるとしていた。これまでの調査では、被害者や職員などの41人にヒアリングを行い検証していた。調査報告書では1970年代前半から2010年代中頃まで多数のジャニーズJr.のメンバーに対して性加害を長期間にわたって繰り返していたということが認められた。少なくとも数百人の被害者がいるという複数の証言が得られたともあった。特別チームのメンバーは数百人の被害者がいるということについては、長期で広範囲にわたることを考えれば不自然な数字ではないとしていた。また調査報告書では、ジャニー喜多川による絶対的な立場を利用して性加害が行われており、それを拒むことも被害者として告発や相談をすることも極めて困難であったと指摘されていた。
8月29日に特別チームによる調査報告書が公表され、ここではマスコミは報道機関としては極めて不自然な対応をしてきたということが指摘されたことに対して、在京の民放各社は8月30日までに声明を発表するなどをして、それぞれの報道姿勢を示した。調査報告書では、2023年3月にBBCが特集番組を報道して、そこでは元ジャニーズのメンバーが性加害の被害深刻の記者会見を行っていたのであるが、それまで日本の多くのメディア各社は正面からこの問題を取り上げてこなかったと指摘していた。この発表を受けて榎並大二郎は、なによりもメディアが受け止めなければならないのはマスメディアの沈黙であると述べる。多くのマスメディアはこの問題を取り上げてこなかったために、ジャニー喜多川による性加害が拡大したと述べる。
9月7日にジャニーズ事務所は記者会見を開き、そこでは社長であった藤島ジュリー景子は、特別チームが提言していた事柄を受け入れることにして9月5日付けで社長を辞任していたということを明らかにした。この問題についてジャニーズ事務所側が記者会見を開いたのは初であった。同日に副社長であった白波瀬傑も引責辞任していたということも発表された。
10月2日にジャニーズ事務所は特別チームからの提言を踏まえて現在講じている再発防止策についての報告を行う。そこでは人権方針の策定および実施などが行われるようになるということなどが報告された。